# 세노 우마쿠마

세노 우마쿠마(일본어: 瀬野 馬熊, 1874년 5월 25일~1935년 5월 20일)는 일본의 역사가이다. 조선사 편수회의 촉탁위원을 지냈다.
1874년 5월 25일, 일본 구마모토현 아소군 니시키노촌(錦野村)에서 세노 신지(瀬野新次)의 둘째 아들로 태어났다. 1890년 학업을 위해 도쿄로 올라가 1892년부터 1895년까지 와세다 대학 문학과에서 수학하였다. 1901년 1월, 아키타현립 아키타 중학교의 교사대행으로 근무하였고, 1906년 타이완으로 건너가 타이완 총독부에서 문서 편찬 및 토비(土匪) 토벌사 편수를 위촉받아 근무하였다. 이후 도쿄로 돌아온 세노는 1910년 시라토리 구라키치가 주관하고 있던 남만주철도주식회사 역사조사부에 들어가 5년간 근무하였다.
1914년 3월 역사조사부가 폐지되자, 1916년 식민지 조선으로 건너가 조선총독부 중추원에서 조선 인명사전 편찬 사무를 촉탁받았다. 당시 중추원에서는 조선반도사 편찬사업을 진행하고 있었는데, 세노도 이 업무에 종사하여 근세사를 담당하게 되었다. 이후 중추원에서의 역사서 편찬사업이 일단 중지되고 대신에 구성된 조선사편수위원회(훗날 조선사 편수회로 개편)에서 세노는 《조선사》 제5편 조선시대의 인조부터 영조까지의 부분을 담당하였다. 또한 조선사학회 등에서 활동하며 고려, 조선의 역사에 관한 논고를 집필하였다. 조선사편수회 촉탁위원으로 재직 중이던 1935년 5월 20일 사망하였다.

## 가족
부인 이토(いと)와의 사이에는 자식이 없었고, 양자로는 시로(師郎)가 있었으나, 경성 선린상업학교 재학 중이던 1923년 젊은 나이에 사망하였다.

## 저서
- 《세노 우마쿠마 유고(瀨野馬熊遺稿)》, 세노 이토, 1936년

## 참고 문헌
- 이케우치 히로시, 〈서(序)〉, 《세노 우마쿠마 유고》, 세노 이토, 1936년